# Demokratische Arabische Republik Sahara
Die Demokratische Arabische Republik Sahara (DARS, wörtlich eigentlich Arabische Saharauische Demokratische Republik; spanisch República Árabe Saharaui Democrática, RASD) wurde im Verlaufe des Westsaharakonfliktes 1976 von der Frente Polisario ausgerufen. Die von der Bevölkerung der Sahrauis in den Regionen Saguía el-Hamra und Río de Oro gegründete Republik steht im Konflikt zu dem Anspruch des Königreichs Marokko auf das gesamte Territorium. 
Die DARS wird von rund 50 Staaten wie auch der Afrikanischen Union (AU) anerkannt (Stand 2020). Einen Sitz bei den Vereinten Nationen hat sie nicht, da dafür ein Referendum nötig wäre, über dessen Modalitäten sich Marokko und die Polisario bisher nicht einigen konnten.
Der brüchige Waffenstillstand zwischen der Polisario und den marokkanischen Streitkräften wird von der UN-Mission MINURSO überwacht.

## Konfliktsituation
Die DARS beansprucht das gesamte Gebiet der Westsahara, das seit dem Abzug von Spanien im Jahr 1975 größtenteils von Marokko kontrolliert wird. Marokko betrachtet ganz Westsahara als Teil seines Territoriums. Da sich El Aaiún, die in der provisorischen Verfassung vorgesehene Hauptstadt der DARS, im marokkanisch kontrollierten Teil des Landes befindet, diente bis 2011 Bir Lehlu im Nordosten der Westsahara als provisorische Hauptstadt. Seit 2011 ist Tifariti die provisorische Hauptstadt und Sitz des Nationalrats.
Die Zukunft der Westsahara hängt laut Vorschlag der UNO von einem Referendum ab, über dessen Abhaltung bisher keine Einigkeit erzielt werden konnte. Hauptstreitpunkt ist hierbei die Frage, ob zu diesem Referendum auch die Mitglieder saharauischer Stämme, die zu Kolonialzeiten in Südmarokko gelebt haben (bzw. deren Nachkommen), als wahlberechtigte Einheimische gelten sollen (dies entspräche Marokkos Position).

## Geographie

Allein die hellgelbe, außerhalb des Marokkanischen Walls liegende Freie Zone befindet sich nicht unter marokkanischer Herrschaft.

Die DARS beansprucht das Gebiet der gesamten Westsahara. Zurzeit übt die Regierung der DARS jedoch nur über rund ein Drittel des Gebietes der Westsahara sowie über vier Flüchtlingslager (benannt nach Städten in der Westsahara: El Aaiún, Smara, Ausert, Ad-Dakhla) in der Nähe der algerischen Stadt Tindūf die Kontrolle aus. Das dünn besiedelte, hauptsächlich aus Wüste bestehende saharauische Gebiet, das durch die Regierung der DARS verwaltet wird, ist durch einen von Marokko erbauten 2700 Kilometer langen, verminten Sandwall vom marokkanisch verwalteten Teil der Westsahara getrennt.

## Geschichte
Am 27. Februar 1976 wurde in Bir Lehlu von der Frente Polisario die Demokratische Arabische Republik Sahara auf dem Gebiet der Westsahara ausgerufen.
Marokko erkannte die DARS nicht an und annektierte 1976 die nördlichen zwei Drittel des Westsahara-Gebietes, während Mauretanien das südliche Drittel beanspruchte. Nachdem sich Mauretanien 1979 aus der Westsahara zurückgezogen hatte, erklärte Marokko auch die Annexion des südlichen Drittels.
1991 wurde eine Waffenstillstandsvereinbarung zwischen Marokko und der Polisario geschlossen, doch bis heute leben etwa 100.000 Menschen in mittlerweile fünf Flüchtlingslagern nahe der Stadt Tindūf in der algerischen Sahara. Diese nennen sich Smara, Bujador, El Aaiún, Dahla und Auserd, ein sechstes Camp, Rabouni, ist der Sitz der Exilregierung und dient vor allem der Verwaltung.

## Politik

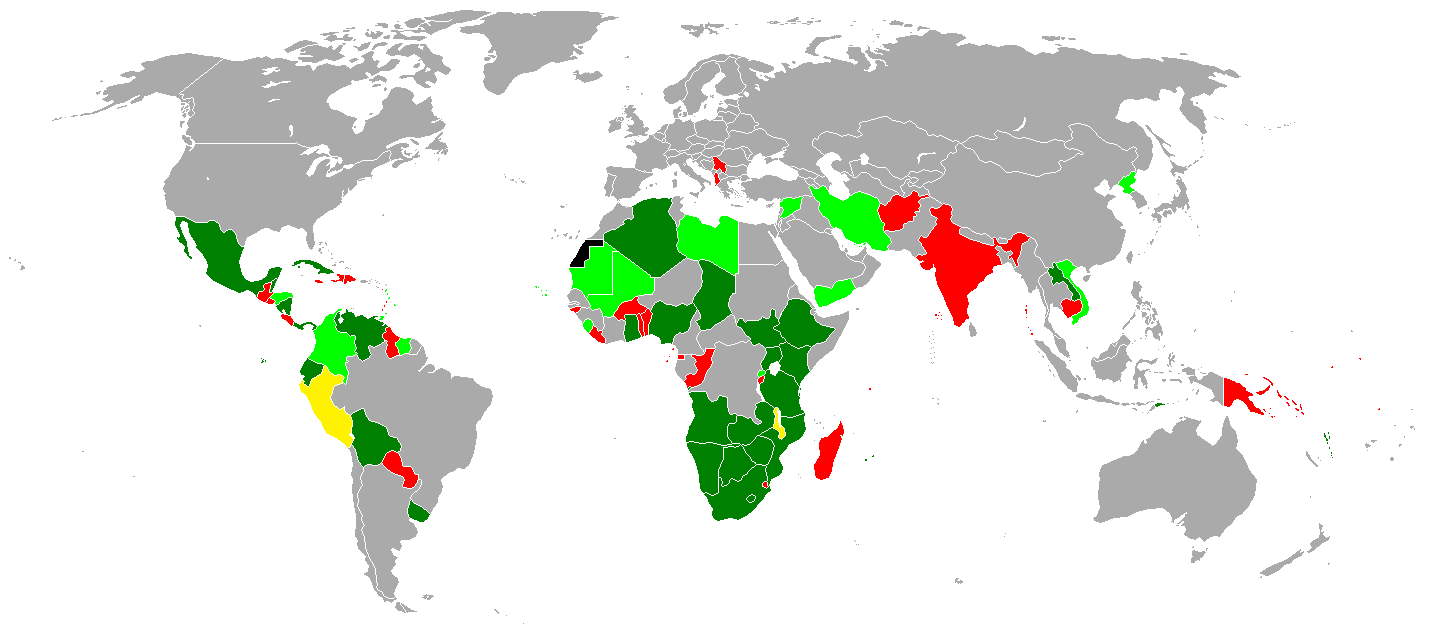
Diplomatische Beziehungen der DARS:
Vollwertige diplomatische Beziehungen, DARS-Botschaft
Diplomatische Beziehungen mit der DARS
Diplomatische Beziehungen in Erwartung eines Friedensabkommens ausgesetzt
Diplomatische Beziehungen mit der DARS abgebrochen

Der endgültige Status der zweigeteilten Westsahara ist bis heute ungeklärt, da eine Einigung zwischen den Konfliktparteien bisher nicht erzielt werden konnte und das Referendum mehrfach aufgeschoben wurde. Marokko lehnt mittlerweile den Plan zur Durchführung eines Referendums als gescheitert ab und bietet eine Autonomie des Gebietes unter marokkanischer Souveränität als Lösung an. Sowohl die UNO als auch die Vertreter der DARS halten dagegen am Referendumsplan fest.
Die Frage der Staatsangehörigkeit der Saharauis ist auf internationaler Ebene ungeklärt.

## Anerkennung

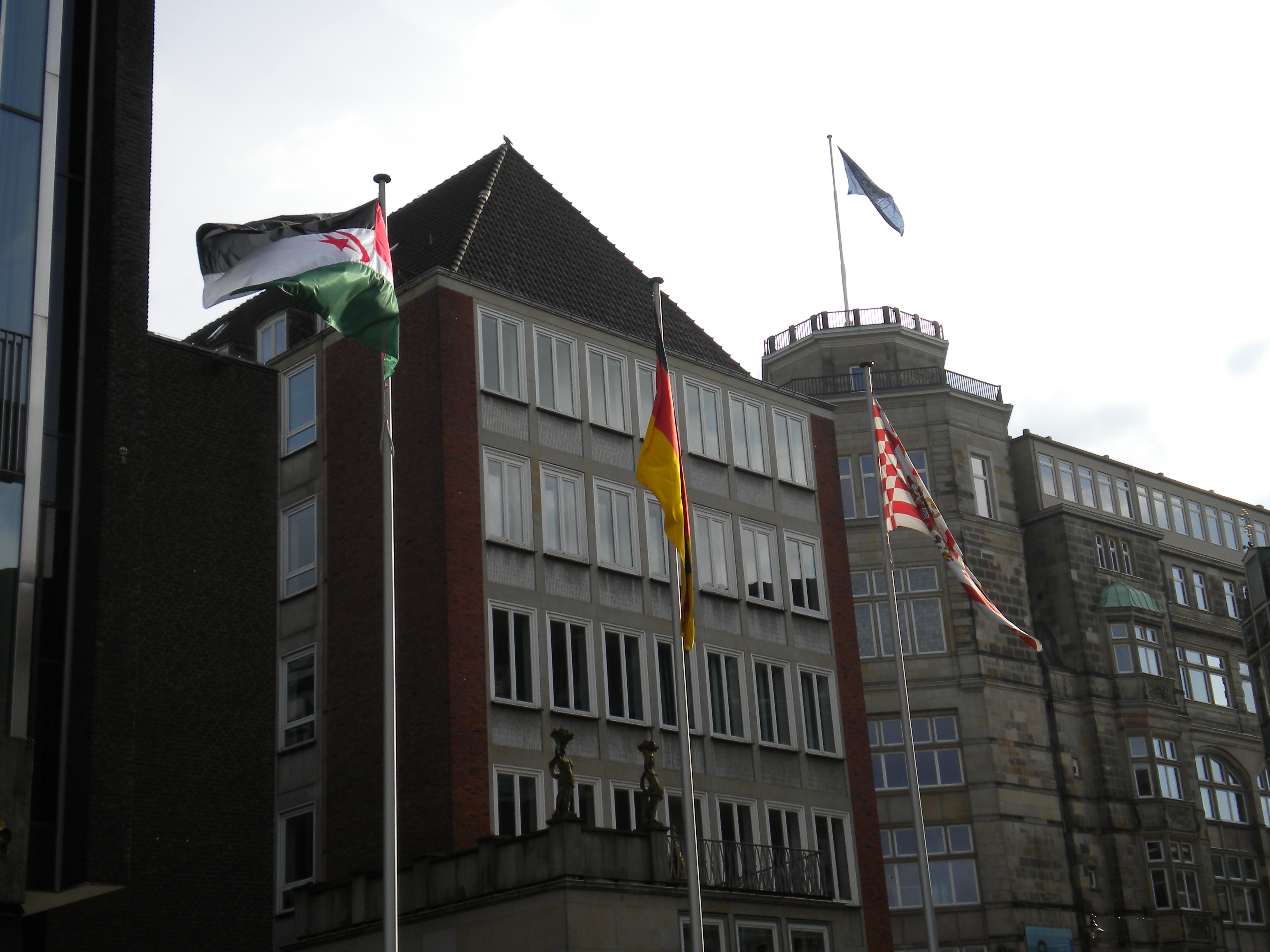
Flagge der DARS vor der Bremischen Bürgerschaft

Obwohl die DARS Mitglied der Afrikanischen Union ist, wird die Republik von der Mehrzahl der anderen Mitglieder völkerrechtlich nicht als Staat anerkannt – ebenso wenig wie von der Mehrzahl der Mitgliedstaaten der Vereinten Nationen. Die Angaben zur Anerkennung der DARS durch Staaten sind von Quelle zu Quelle verschieden, unter den derzeit 46 vor allem afrikanischen und lateinamerikanischen Staaten sind nur 19 AU-Mitglieder. Weitere 37 Staaten (davon 17 AU-Mitglieder) erkannten die DARS zwar zunächst an, haben jedoch die Anerkennung inzwischen zurückgezogen oder bis zur Abhaltung eines Referendums suspendiert. Frente Polisario wird aber von den meisten Staaten als Verhandlungspartner und Repräsentant des saharauischen Volkes anerkannt.

## Philatelie
Die Exilregierung der DARS gibt Briefmarken mit der Aufschrift „(West) Sahara Occ. R.A.S.D.“ heraus. Diese Marken werden aber nicht im Michel-Katalog geführt und haben keine internationale Frankaturgültigkeit.